# Petárda (film)
A Petárda (eredeti címe: Bottle Rocket) 1996-os amerikai bűnügyi filmvígjáték Wes Anderson rendezésében. A film forgatókönyvet Anderson és Owen Wilson írták, és Anderson ugyanilyen című, 1994-es rövidfilmjén alapul. Ez volt Anderson első filmrendezése, és ebben a filmben szerepelt először Luke és Owen Wilson is. A további főszerepeket James Caan és Robert Musgrave alakítják.
A film felkerült Martin Scorsese kedvenc kilencvenes évekbeli filmjeinek listájára is.

## Rövid történet
Anthonyt (Luke Wilson) épp hogy kiengedték az elmegyógyintézetből, hóbortos barátja, Dignan (Owen Wilson) máris bűnözni akar. Tervük megvalósítása érdekében felfogadják szomszédjukat, Bobot (Robert Musgrave), és útnak indulnak, hogy felkutassák Dignan korábbi főnökét, Mr. Henryt (James Caan). Azonban minél többet tanulnak, egyre inkább rájönnek, hogy nem értenek a bűnözéshez.

## Szereplők
- Owen Wilson: Dignan
- Luke Wilson: Anthony Adams
- Robert Musgrave: Bob Mapplethorpe
- James Caan: Abe Henry
- Lumi Cavazos: Inez
- Ned Dowd: Dr. Nichols
- Shea Fowler: Grace
- Haley Miller: Bernice
- Andrew Wilson: Jon Mapplethorpe
- Brian Tenenbaum: H. Clay Murchison
- Stephen Dignan: Rob
- Anna Cifuentes: Carmen
- Jim Ponds: Applejack
- Kumar Pallana: Kumar

## Fogadtatás
A Rotten Tomatoes oldalán 85%-os értékelést ért el 66 kritika alapján, és 6.83 pontot szerzett a tízből. A Metacritic honlapján 66 pontot szerzett a százból, 24 kritika alapján.
Martin Scorsese a film rajongójának számít, és az egyik kedvenc kilencvenes évekbeli filmjének nevezte.